# Významný strom

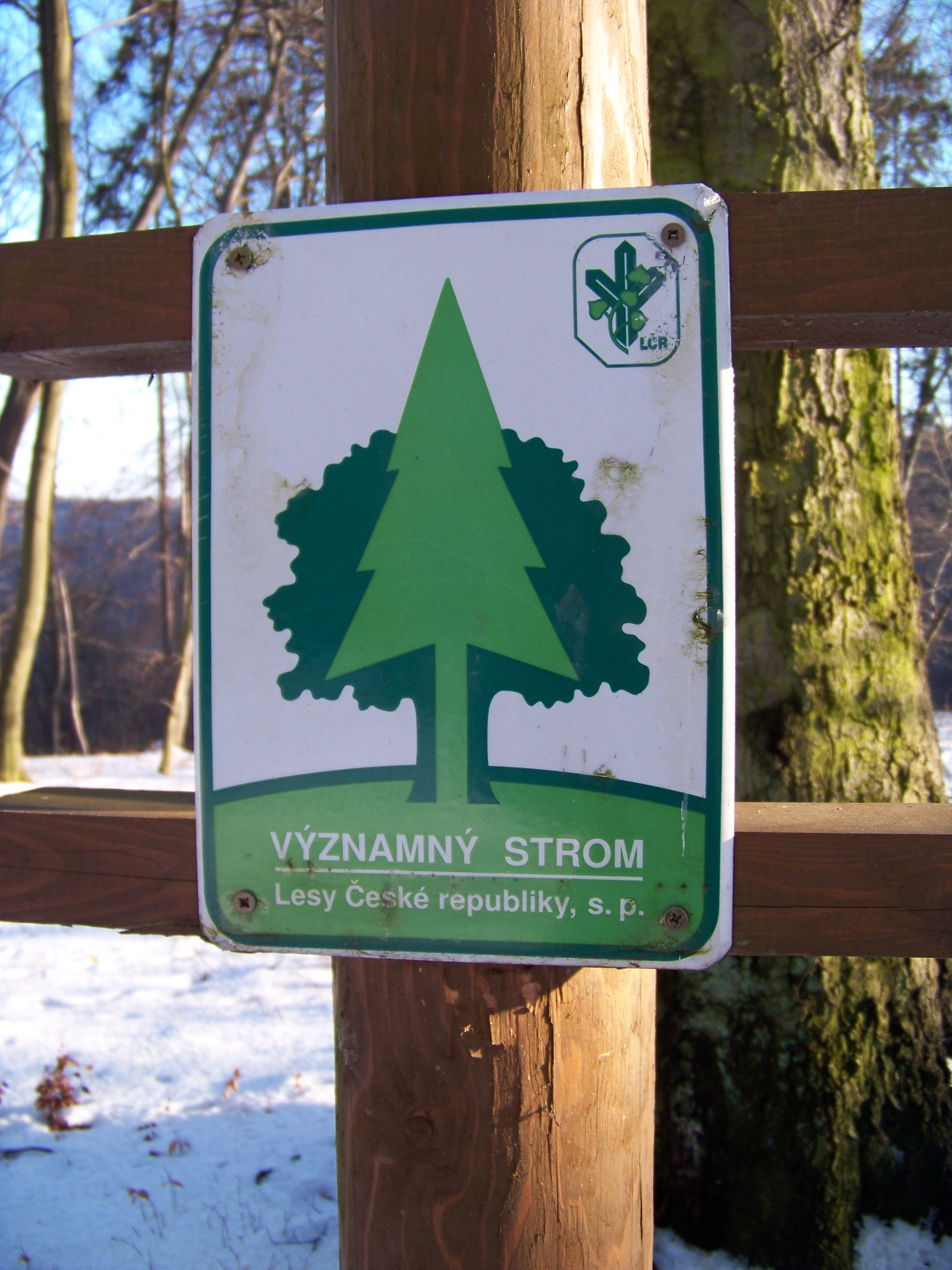
tabule označující Významný strom LČR

Jako významný strom bývá obvykle chápán takový strom, jehož význam byl uznán určitou institucí (např. příslušný statutární úřad, kartografické instituce, správy lesů a podobně). Nejčastěji jde o význam ekologický, krajinotvorný nebo historický. Výraz významný strom není v zákonech zaveden jako termín, takže je používán různými způsoby. V terénu se označují především oficiálně vyhlášené památné stromy; jiné významné stromy bývají v terénu označovány jen ve specifických případech a v závislosti na zvycích vyhlašovatele.

## Význam stromu
Důvodů k uznání stromu jako významného může být celá řada, obvykle bývají:
- historické (souvislost s významnou událostí, výsadba významnou osobností, zmínky v letopisech apod.)
- etnografické a mytologické (vztah k místním příběhům, pověstem a událostem)
- geografické a krajinotvorné (orientační body, krajinné dominanty)
- ekologické (důležitá součást určitého ekosystému, význam pro vývoj jiných druhů)
- dendrologické (neobvyklý druh, netypický vzrůst či věk, ukázkový exemplář)
- rekreační (turistický cíl, popularizace turistickými spolky)

a další.

## Nejběžnější použití

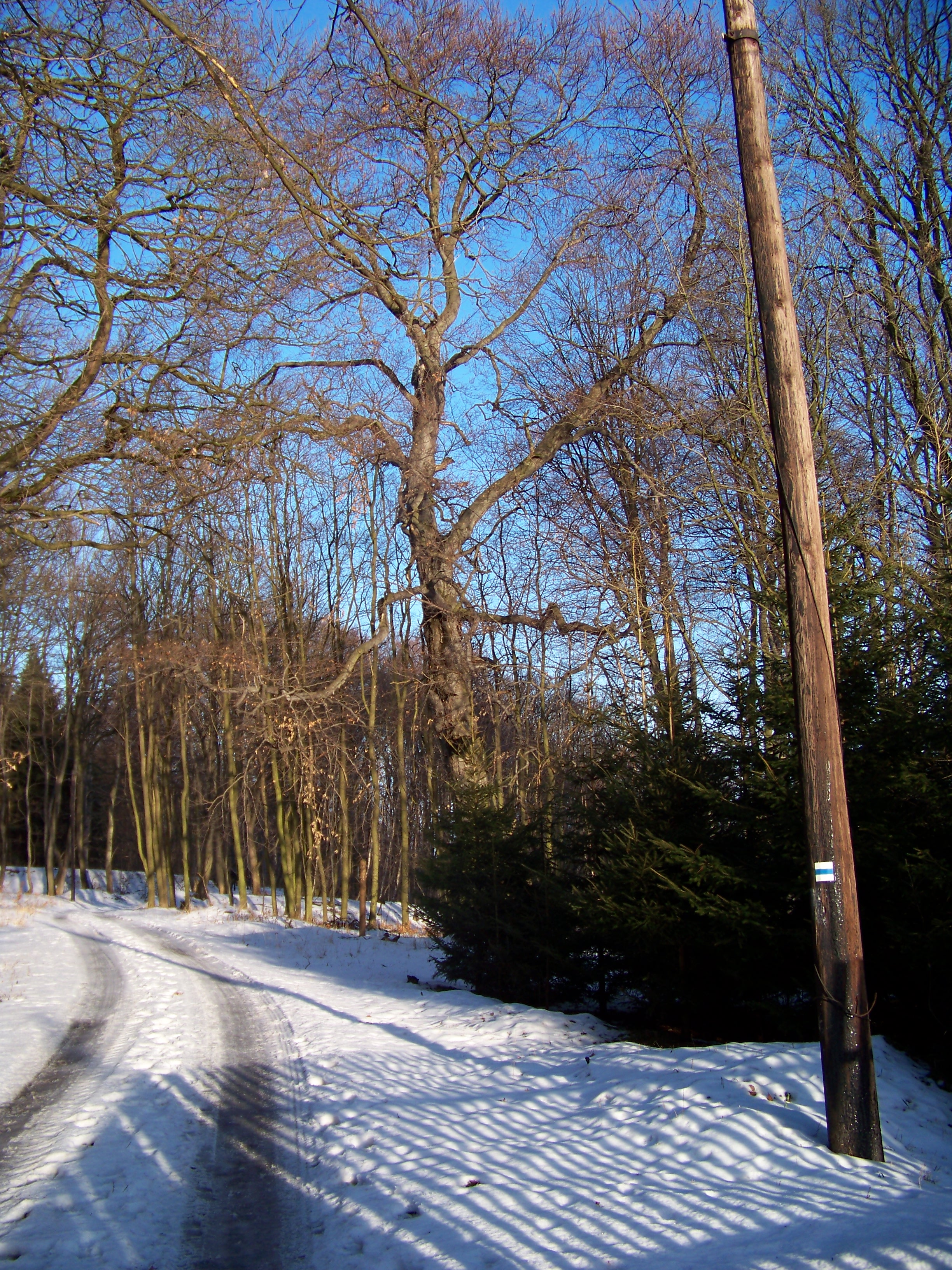
Významný strom LČR
buk lesní u obce Domoušice
250 let, 29 metrů, 396 cm obvod

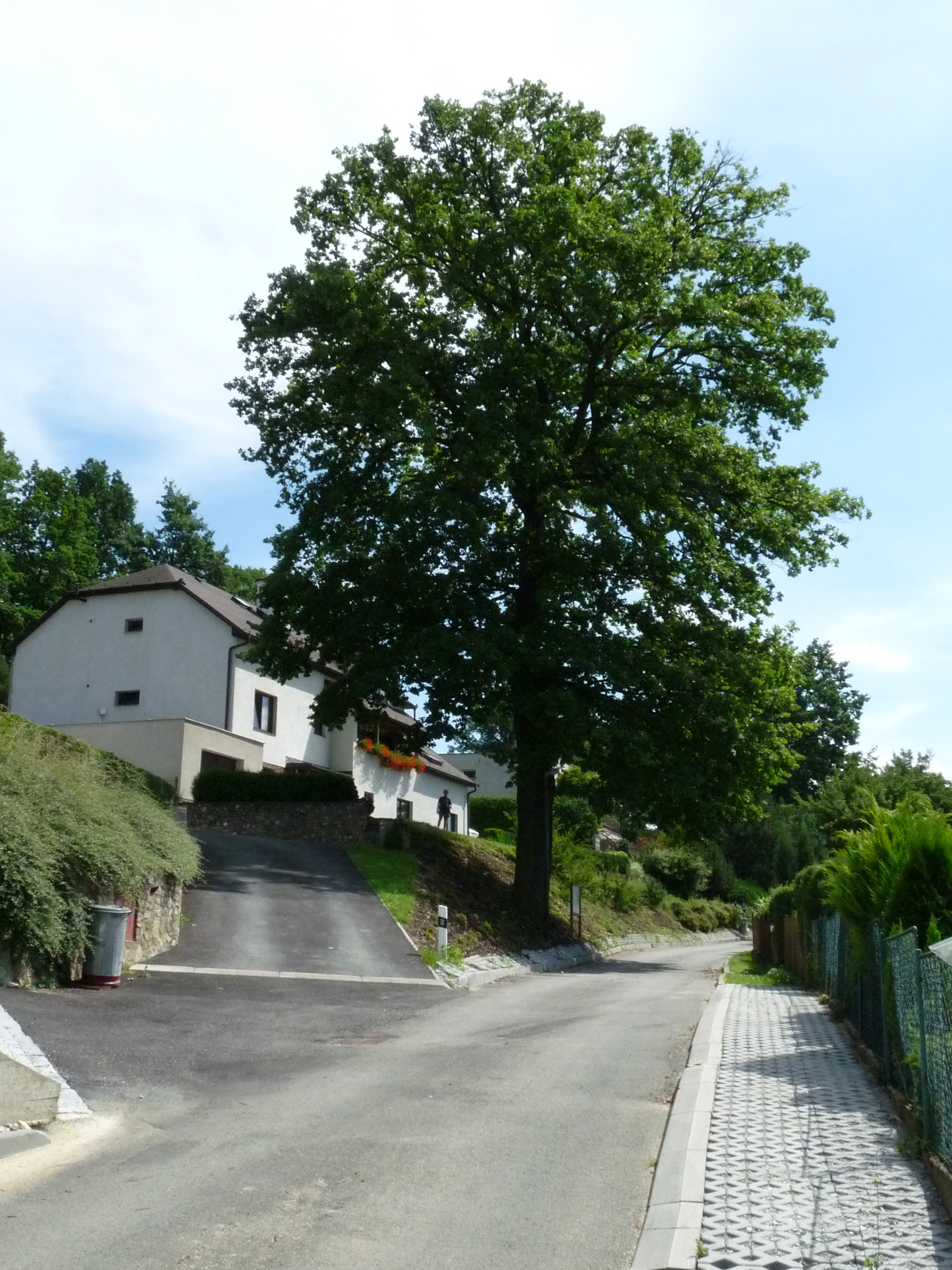
Významný krajinný prvek - strom
dub letní u obce Vidov

### Orientační body
Jako významný strom jsou nazývány stromy vyznačené v mapách (nejčastěji turistických), které jsou významné z hlediska orientace v terénu. Jde obvykle o tzv. krajinné dominanty. Pokud tyto stromy nejsou shodou okolností zároveň vyhlášené jako památné, jako významný krajinný prvek nebo neleží na chráněném území, nevztahuje se na ně oproti ostatním stromům žádná specifická ochrana.

### Významný strom LČR
Lesy České republiky provedly v letech 2003 a 2004 mapování a na jeho základě vyhlásily 308 stromů a skupin, které jsou významné svým vzhledem, věkem nebo historickými souvislostmi, ale nebyly ještě vyhlášeny jako stromy památné. Významný strom LČR je v terénu označen zeleno-bílou tabulí (viz obrázek). Seznam všech 308 stromů je k dispozici online.

### Významný strom VLS ČR
Vojenské lesy a statky České republiky od roku 2003 provádějí opatření pro vyhledávání a evidenci významných stromů na vlastních pozemcích. Cílem je mapování a evidence stromů, které jsou významné historicky, druhově, krajinářsky, tvarově nebo rozměrem. Program se netýká vyhlášených památných stromů. Významné stromy VLS ČR nejsou zatím v terénu vyznačovány. Uvažuje se i o rozšíření programu o Významné stromy ministerstva obrany.
Při zařazení se přihlíží k následující orientační tabulce:
| Druh                                         | obvod (ve 130 cm) |
| -------------------------------------------- | ----------------- |
| tis                                          | > 200 cm          |
| hrušeň, javor babyka                         | > 250 cm          |
| smrk, douglaska, jilm, vrba, jedle, borovice | > 300 cm          |
| buk, javor mléč, javor klen, modřín          | > 350 cm          |
| dub, lípa, topol, jasan                      | > 400 cm          |

### Strom jako významný krajinný prvek
Strom, skupina stromů, alej, park, lesopark, les, nebo určité území včetně stromů na něm stojících může být vyhlášeno jako významný krajinný prvek a to buď ze zákona (obvykle u větších celků jako např. les), nebo registrací (zpravidla menší celky a jednotlivé objekty). Jejich seznamy obvykle bývají k dispozici na webových stránkách příslušného kraje.

### Významné stromy vyhlášené statutárním úřadem
Některé krajské, městské a obecní úřady v posledních letech provádějí vlastní mapování a evidování svých významných stromů. Ve většině případů jsou cíle těchto programů obdobné, ale přesná kritéria a postupy evidence se mírně liší. Je to například seznam významných stromů města Jablonce nad Nisou nebo projekt mapování významných stromů Olomouckého kraje z roku 2003.

### Významné stromy obecně
Termín významný strom se často používá i v širším slova smyslu pro označení všech jakkoli významných stromů včetně památných.

### Mimořádně významný strom
Mimořádně významné stromy jsou vyhlašovány za památný strom.